# 罗丽
罗丽（1976年—），或名罗莉，贵州人，中国女子竞技体操运动员。她曾获得第七届全国运动会和1994年世界竞技体操锦标赛女子高低杠项目冠军。